# Tratado de Racconigi
El Tratado de Racconigi fue un acuerdo secreto que alcanzaron en la localidad homónima el 24 de octubre de 1909 el rey Víctor Manuel III de Italia y el emperador ruso Nicolás II.
Disponía que:
- Si Rusia o Italia suscribían acuerdos que afectasen a Europa oriental con otra potencia en el futuro, el otro país firmante también debía participar en él y que
- Italia reconocía los intereses rusos en los estrechos turcos, mientras que Rusia hacia lo propio con los italianos en Trípoli y Cirenaica.[1]